# Dysstroma colvillei
Dysstroma colvillei là một loài bướm đêm trong họ Geometridae.